# کیسه بوکس

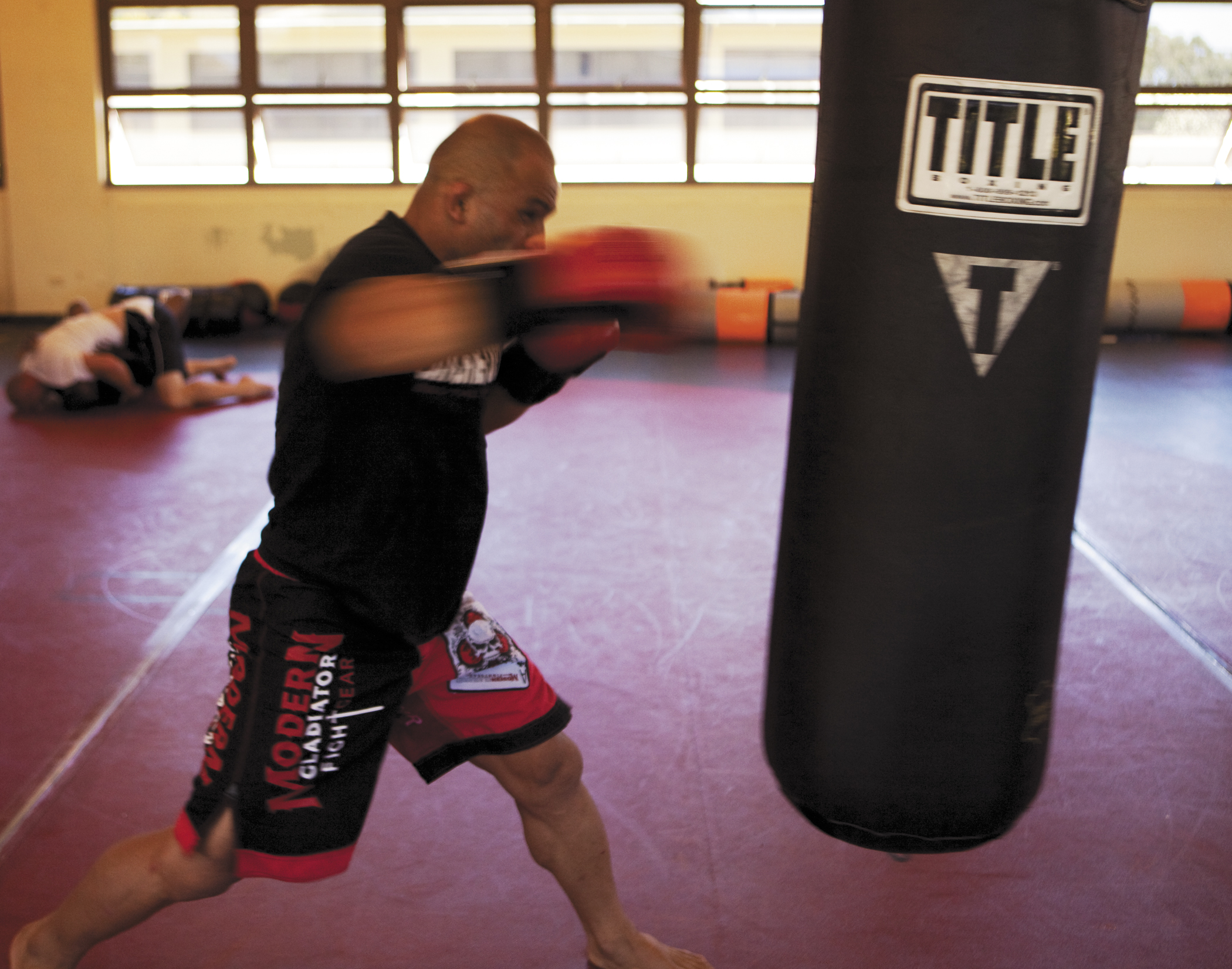
یک ام ام ای کار هنگام مشت زدن به کیسه بوکس

کیسه بوکس یک کیسه تنومند است که برای دریافت پیوسته مشت ساخته شده‌است. ورزشکاران برای افزایش قدرت و استقامت بدنی از آن‌ها استفاده می‌کنند. این کیسه‌ها توسط رزمی‌کاران برای یادگرفتن تکنیک‌ها بکار برده می‌شوند. کیسه بوکس یک وسیله ورزشی است که به دو صورت ایستاده یا آویزان وجود دارد. کیسه بوکس محکم طراحی شده‌است تا مدت زیادی استفاده شود. کیسه بوکس معمولاً با مواد گوناگونی از سختی مربوطه پر می‌شود.

## تاریخچه
کیسه‌های بوکس در هنرهای رزمی و شمشیربازی و آموزش نظامی مورد استفاده قرار می‌گیرند. در هنرهای رزمی در آسیا کیسه بوکس‌های مشابهی مانند ماکیوارا و موک جونگ (Mook Jong) وجود دارند که سطح صافی دارند.

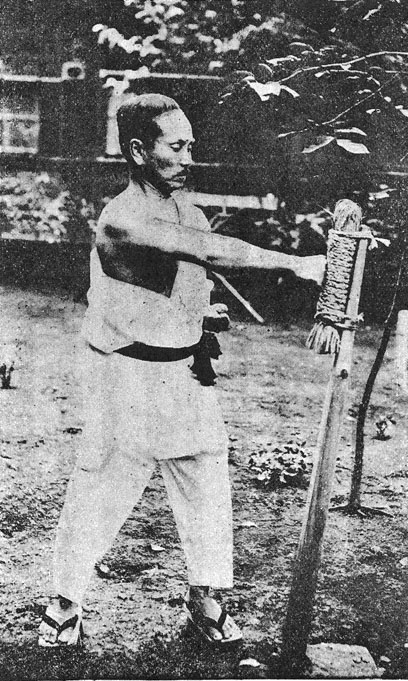
گیچین در حال ضربه به ماکیوارا

در هنرهای رزمی و مبارزه با ورزش‌هایی مانند کاراته، تکواندو و موی تای، کیسه‌های «سنگین»، کیسه‌های ایستاده و دستگاه‌های مشابه برای تمرین لگد زدن و سایر مانورهای قابل توجه علاوه بر توسعه تکنیک‌های مشت زنی سازگار شده‌اند.